# Otto Rühle
Otto Rühle (Großschirma, 23 de octubre de 1874 -  Ciudad de México, 24 de junio de 1943) fue un comunista de izquierda y antimilitarista alemán, considerado una de las figuras más importantes del marxismo alemán del siglo XX. Se unió al Partido Social Demócrata de Alemania en 1900, votó junto a Karl Liebknecht contra los créditos de guerra en el Reichstag en 1915 y fue un miembro de la Liga Espartaquista hasta 1917.
Lideró la agrupación IKD (Comunistas Internacionales de Alemania) en Dresde. Fue fundador del Consejos de Obreros y Soldados de Dresde y delegado al congreso de fundación del Partido Comunista Alemán (KPD). Se encontró entre quienes optaron por la tendencia radical de izquierda en 1919. El texto de Rühle La revolución no es asunto de partido (1920) ya expresaba su línea anti-partido dentro del KAPD, donde surge el comunismo de consejos.

## Primeros años
Otto Rühle nació en Großschirma, Sajonia, el 23 de octubre de 1874. Su padre era un funcionario de ferrocarriles. En 1889 comenzó a formarse como profesor en Oschatz. Allí se involucró en la Deutscher Freidenker-Verband (Liga Alemana de Librepensadores). En 1895 se convirtió en el tutor privado de la condesa von Bühren, al tiempo que daba clases en Öderan.
Entre 1907 y 1913, Rühle fue profesor itinerante del comité central de educación del SPD, y posteriormente, de 1912 a 1918, miembro del Parlamento.  El 20 de marzo de 1915, junto a Karl Liebknecht, fueron los únicos diputados que votaron en contra de la aprobación de los créditos de guerra (Liebknecht ya había votado en este sentido en la votación anterior,). Anteriormente, el 4 de agosto de 1914, Rühle había cedido a la presión de las facciones del SPD y se había mantenido al margen de la votación del 2 de diciembre de 1914. En 1916 -durante la Primera Guerra Mundial- Rühle participó en la formación de la Liga Espartaco y en diciembre de 1918 -tras el fin de la guerra- en la fundación del KPD. Tras su expulsión del KPD en octubre de 1919, Rühle fue uno de los cofundadores del KAPD el 3 de abril de 1920.

## La Revolución Rusa y la III Internacional

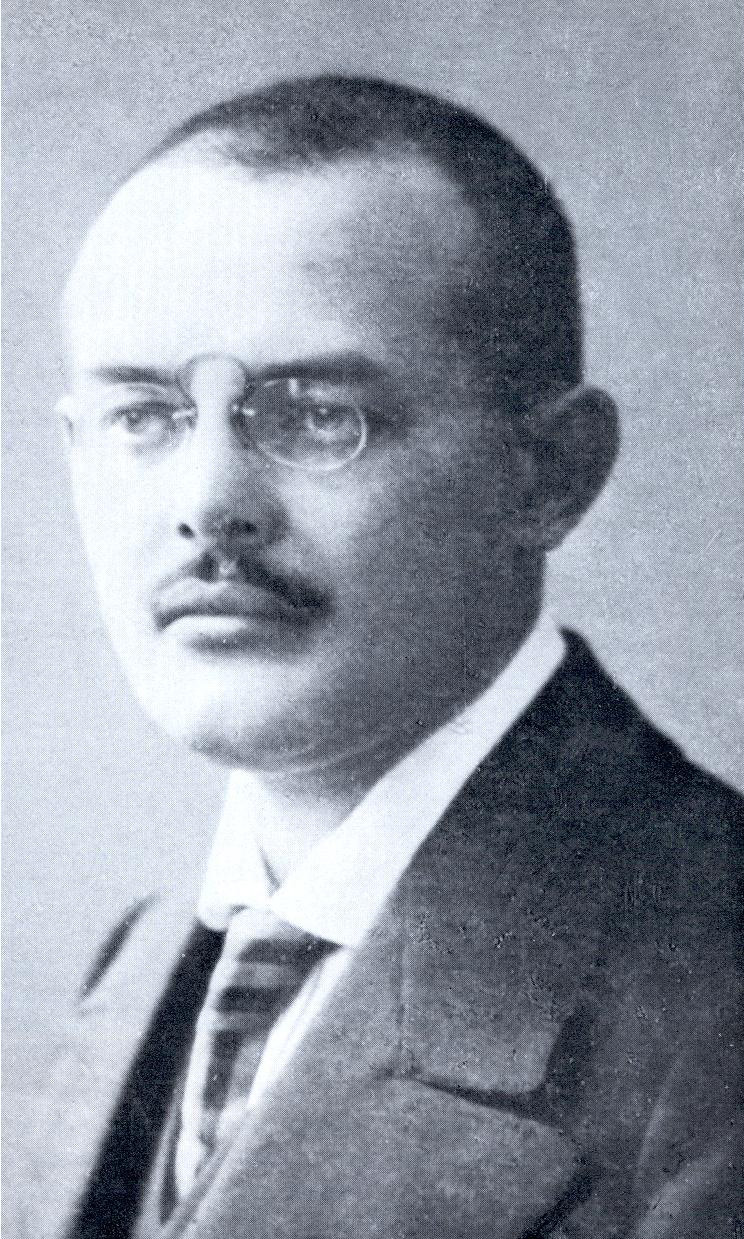
Otto ruhle circa 1912

Rühle fue uno de los delegados del KAPD en el II Congreso de la Internacional en 1920. Llegó el 16 de junio a Rusia, pero el Congreso recién se realizaría el 15 de julio. Se decepcionó al ver la realidad en la que se encontraba la revolución (lo que ve le convence de que el nuevo régimen no tiene de soviético más que el nombre y está dominado de hecho por la burocracia bolchevique), asimismo de la política que asumía la Comintern con las organizaciones comunistas que se les adherían como: crear organizaciones centralizadas, compromiso a participar en el parlamento, compromiso a permanecer en los sindicatos y las presiones al KAPD para fusionarse con el KPD. Consideró entonces que lo que había en Rusia era una revolución burguesa, que la revolución no es un asunto de partido y que era necesario fusionar los órganos económicos y políticos en una misma organización . Fue uno de los primeros en oponerse a la forma de partido, asimismo en analizar las implicaciones del capitalismo de Estado, que se afianzaba en la URSS, considerándolo como la tendencia hacia la inserción del Estado como agente económico activo en las economías capitalistas, con tendencias hacia una economía planificada y nacionalizada. En aquel mismo congreso (julio-agosto de 1920), se exigió la expulsión del partido de los nacional-bolcheviques y de Rühle, asimismo la fusión del KAPD con el KPD. El KAPD aceptó las dos primeras exigencias, pero no aceptó la fusión.
En septiembre de 1920 se publica el informe de Rühle referente a su misión como delegado del KAPD en Moscú. La crítica de Rühle es fulminante. Critica la dictadura de los bolcheviques contra el proletariado, la política bolchevique que apoyándose “en la burocracia lleva a una caricatura de comunismo, político y económico...a una esclavitud estatal bárbara estéril e insoportable”. Reprocha a la delegación anterior del KAPD su política ambigua y conciliante con los rusos, el hecho de que la IC está dirigida por la misma línea del KPD (“Cada frase de Radek era una frase del [periódico oficial del Partido Comunista Alemán] “Bandera Roja”, cada uno de sus argumentos un argumento de los Espartaquistas ... los métodos repugnantes de maniobreos  para disimular con un decorado revolucionario un trasfondo oportunista).

El centralismo es el principio organizativo de la era capitalista burguesa. Con él se puede construir el Estado burgués y la economía capitalista. Pero no el Estado proletario y la economía socialista. Estos requieren el sistema de los consejos. Para el KAPD -contrario a Moscú- la revolución no es un asunto de partido, el partido no es una organización autoritaria de arriba hacia abajo, el líder no es un jefe militar, las masas no son un ejército condenado a la obediencia ciega, la dictadura del proletariado no es el despotismo de una camarilla gobernante; el comunismo no es un trampolín para el ascenso de una nueva burguesía soviética.

La mayoría del KAPD no apoyará a Rühle sino que lo condenará por “falta grave” y se llegará a la escisión y exclusión de Rühle un mes después. La mayoría del KAPD creía aún, que existía una comunidad real de lucha con la dirección de la IC y por eso cree que la discusión todavía es posible. Es en esa línea que Gorter escribe en esa fecha “Carta abierta al camarada Lenin. Respuesta a la enfermedad Infantil” en donde se trata aún el problema como de información o táctico y a Lenin como un compañero equivocado. Rühle , sin embargo tuvo el mérito de comprender, antes que el resto del Partido, que las posiciones eran totalmente incompatibles, que ya no podía haber ningún acuerdo posible entre los revolucionarios y la dirección de la IC. El resto del KAPD demoraría muchos meses más para comprender esto, lo que resultaría dramático.

## Exilio
En el verano de 1932 dejó Alemania y se instaló con su esposa en Praga. Luego, en 1935, se instaló en la Ciudad de México, en donde trabajó durante un breve lapso de tiempo como asesor de la Secretaría de Educación Pública. Desde abril de 1937 participó a distancia en una comisión que examinaba alegatos en el juicio de Moscú contra León Trotski. Entre 1939 y 1943, en la Ciudad de México, se ganó la vida haciendo trabajos ocasionales, como tarjetas postales y pequeños dibujos bajo el seudónimo de Carlos Timo Nero. Rühle murió el 24 de junio de 1943, a la edad de 68 años, de un ataque al corazón. Su esposa, Alice Rühle-Gerstel, se suicidó ese mismo día.